# Dharmanagar
Dharmanagar är en stad i den indiska delstaten Tripura, och är huvudort för distriktet North Tripura. Folkmängden uppgick till 40 595 invånare vid folkräkningen 2011, vilket gör den till delstatens näst största stad.